# ادوین آلفرد هروی آلدرسون
ادوین آلفرد هروی آلدرسون (انگلیسی: Edwin Alderson; ۸ آوریل ۱۸۵۹ – ۱۴ دسامبر ۱۹۲۷) فرد نظامی اهل بریتانیا بود. وی همچنین برندهٔ جوایزی همچون نشان حمام شده‌است.